# Jon Hendricks
Jon Hendricks, właśc. John Carl Hendricks (ur. 16 września 1921 w Newark w stanie Ohio, zm. 9 grudnia 2017 w Nowym Jorku) – amerykański muzyk jazzowy, wokalista, pionier wokalezy oraz autor tekstów utworów muzycznych; Afroamerykanin. Wyróżniony NEA Jazz Masters Award 1993.

Leonard Feather: Jon Hendricks to poeta-laureat jazzu.

## Życiorys
Urodził się Newark w Ohio, ale wraz z rodzicami wiele razy się przeprowadzał. Jego ojciec – Alexander Brooks bowiem jako pastor Afrykańskiego Kościoła Metodystyczno-Episkopalnego był często przenoszony stosownie do stanowych potrzeb duszpasterskich. Ostatecznie rodzina osiadła w Toledo. Miał czternaścioro rodzeństwa. Częstymi gośćmi w ich domu byli muzycy jazzowi. Jego matka – Willie Mae z d. Carrington prowadziła chór kościelny, w którym zadebiutował publicznie w wieku siedmiu lat.
Mając lat czternaście zaczął śpiewać zawodowo. Występował w radiu i nocnych klubach. Nierzadko akompaniował mu wtedy słynny później pianista Art Tatum, który mieszkał na tej samej ulicy i był jego pierwszym ważnym nauczycielem muzyki. Dzięki otrzymywanym honorariom mógł wspomagać finansowo liczną rodzinę. Po ukończeniu szkoły średniej występował w Toledo i Detroit do czasu powołania go do służby wojskowej w 1942.
W szeregach U.S. Army wziął udział w lądowaniu wojsk alianckich w Normandii. Następnie otrzymał przydział do sztabu głównego kwatermistrza. Gdy wraz z kilkoma Afroamerykanami zostali przyłapani przez białych żandarmów wojskowych na „spoufalaniu się” z młodymi Francuzkami i następnie ostrzelani, uciekli z jednostki ciężarówkami z ładunkiem. Po niedługim czasie został ujęty. W listopadzie 1945 stanął przed sądem wojskowym, który wobec zakończenia wojny zastosował łagodniejszy wymiar kary. Po jedenastu miesiącach spędzonych w więzieniu wyszedł na wolność. Powrócił do Toledo i poślubił Coleen Moore, z którą miał czworo dzieci. Wtedy także, żeby wyróżnić się jako artysta, przestał zapisywać swoje imię bez litery „h”.
W 1950 podczas występu Charliego Parkera dołączył do niego na scenie i zaśpiewał scatem w jednym z utworów. Parker, któremu spodobał się ów nieoczekiwany popis, poradził uzdolnionemu wokaliście, żeby przeniósł się do Nowego Jorku. Zrobił to razem z rodziną w 1952, zatrudniając się w Wielkim Jabłku w charakterze piszącego na maszynie urzędnika. Jednocześnie opatrywał tekstami utwory dla Louisa Jordana i Clarence’a Beeksa znanego jako King Pleasure. Natomiast jako wokalista znajdował pracę sporadycznie, choć udało mu się nagrać słynny utwór z repertuaru big-bandu Woody’ego Hermana Four Brothers.
W 1957, nagrywając ponownie Four Brothers, tym razem z towarzyszeniem The Dave Lambert Singers, nawiązał stałą współpracę z liderem grupy. Pewnego razu Lambert powiedział: „Zanim umrzemy z głodu, powinniśmy wymyślić coś, co dla wielu ludzi będzie dowodem naszego istnienia”. Pokonując wiele problemów wydawniczo-artystycznych nagrali płytę z utworami Counta Basiego, w których sekcję instrumentów dętych zastąpili głosami. W przedsięwzięciu wzięła już udział Annie Ross, która śpiewała wysokie nuty. Podczas realizacji zastosowali w nowatorski sposób technikę overdubbingu, znaną wcześniej, ale prawie niestosowaną. Wydany w 1958 album Sing a Song of Basie zdobył dużą popularność. Dzięki niemu powstała najsłynniejsza w historii jazzu grupa wokalna: Lambert, Hendricks & Ross. Z Hendricksem jako autorem tekstów i Lambertem jako aranżerem trio, stale dopracowując sztukę wokalezy, spopularyzowało ją w świecie muzyki. Zdobywało liczne nagrody i wyróżnienia. We wrześniu 1959 trójka wokalistów pojawiła się na okładce tygodnika jazzowego „DownBeat”, opatrzonej nagłówkiem: Najbardziej ekscytująca nowa grupa w jazzie. Przez kilka lat wygrywała w corocznych plebiscytach tego pisma w kategorii „Grupa wokalna” w głosowaniu zarówno czytelników jak krytyków. W 1961 trio otrzymało nagrodę Grammy za album High Flying, uzyskując już wcześniej dwie nominacje. Od początku istnienia do 1962, kiedy z powodu uzależnienia od narkotyków odeszła z grupy Annie Ross, występy tria były najlepiej sprzedawanymi imprezami muzycznymi na rynku. Przez krótki czas z grupą śpiewała Kanadyjka Anne Marie Moss. Grupa przyjęła wówczas nazwę: „Lambert Hendricks & Moss”. Drugą zastępczynią Ross została Lankijka Yolande Bavan, tworząc trio Lambert, Hendricks & Bavan, które jednak zostało rozwiązane w 1964.
Pisał teksty nie tylko do melodii, ale także do instrumentalnych partii solowych. Przykładem tego była jego interpretacja wokalna saksofonowego sola Bena Webstera w utworze Duke’a Ellingtona Cotton Tail, nagranym na płycie Lambert, Hendricks & Ross Sing Ellington. Kompozycję Benny’ego Golsona I Remember Clifford z jego tekstem nagrali m.in. Dinah Washington, Carmen McRae, Nancy Wilson, Ray Charles, Helen Merrill, Greetje Kauffeld i grupa The Manhattan Transfer. W 1960 stworzył i wyreżyserował musical Evolution of the Blues, który miał premierę na Monterey Jazz Festival. Potem przez pięć lat nie schodził z afisza w San Francisco, a w następnych kilkunastu latach był wznawiany. W 1967 nagrał piosenkę Fire in the City, w której towarzyszyła mu grupa The Warlocks, znana całemu światu jako Grateful Dead.
Po rozwodzie z Coleen, ożenił się z Judith Dickstein, która nierzadko śpiewała z nim na scenie, a z biegiem lat wzięła na siebie obowiązki menadżerki. Na początku lat 60. przeniósł się z połączoną rodziną do Mill Valley w Kalifornii. Po rozstaniu rodziców bowiem jego rozdzielone dzieci mieszkały u różnych członków rodziny. W 1968 nastąpiła kolejna przeprowadzka rodzinna, tym razem do Londynu. Otrzymał tam pracę solisty, ale decyzję o przenosinach podjął również dlatego, że chciał zapewnić dzieciom lepsze wykształcenie oraz uchronić je przed ogarniającą wówczas Kalifornię modę na narkotyki. Mieszkając w Londynie, koncertował na kontynencie i w Afryce. Często też występował w brytyjskim radiu i telewizji z ówczesnymi gwiazdami, takimi jak Lulu i Dusty Springfield. Śpiewał także w klubie Ronniego Scotta. Jego występy przyciągały tłumy słuchaczy, wśród których znajdowali się m.in. członkowie zespołów The Beatles i The Rolling Stones. W tym czasie nagrywał również płyty.
Po pięcioletnim pobycie w Wielkiej Bytanii powrócił z rodziną do Mill Valley. Pracował jako krytyk jazzowy w gazecie „San Francisco Chronicle” oraz nauczał na Sonoma State University i Uniwersytecie Kalifornijskim w Berkeley. Powołał także rodzinny zespół wokalny – Jon Hendrics & Company, w skład którego weszli: żona Judith, która śpiewała z nim w Wielkiej Brytanii, oraz dzieci – Michelle, Aria i Eric. Grupa występowała okazyjnie przez następne dziesięciolecia, niekiedy z gościnnym udziałem różnych wokalistów, m.in. Bobby’ego McFerrina. W 1973 nagrał dwa utwory z Artem Blakeyem i Jazz Messengers – Moanin’ Bobby’ego Timmonsa i Along Came Betty Benny’ego Golsona, które znalazły się na płycie Buhaina.
Swój ostatni album studyjny wydał w 1990. Nosił tytuł: Freddie Freeloader – Jon Hendricks and Friends. W jego nagraniu wzięły udział takie gwiazdy jazzu, jak George Benson, Al Jarreau, Bobby McFerrin, Tommy Flanagan, Jimmy Cobb, Larry Goldings, Wynton Marsalis, Stanley Turrentine, Al Grey, The Manhattan Transfer oraz The Count Basie Orchestra.
W 2000 wrócił do Toledo, aby podjąć wykłady na tamtejszym uniwersytecie. Został mianowany Distinguished Professor of Jazz Studies, obejmując należne randze stanowisko, oraz otrzymał honorowy doktorat w dziedzinie sztuki estradowej. Był również pierwszym amerykańskim artystą jazzowym, który wykładał na paryskiej Sorbonie.
Podczas swojej długiej, 67-letniej kariery miał epizody filmowe. Nakręcono o nim dwa średniometrażowa filmy dokumentalne. Jako aktor zagrał w dwóch obrazach fabularnych. Ponadto wykonywane przez niego utwory kilkakrotnie trafiły na filmowe ścieżki dźwiękowe (m.in. Siła i honor i Wilk z Wall Street.
Zmarł na Manhattanie z przyczyn naturalnych. Miał 96 lat.

## Wybrana dyskografia
Lambert, Hendricks & Ross
- 1958
  - Sing a Song of Basie (ABC/Paramount)
  - Sing Along with Basie (Roulette Records)
- 1959
  - The Swingers! – Lambert, Hendricks & Ross with Zoot Sims (World Pacific Records)
  - A Good Git-Together (World Pacific)
  - The Hottest New Group In Jazz (Columbia)
- 1960
  - Lambert, Hendricks & Ross Sing Ellington (Columbia)
  - High Flying (Columbia)
- 1962 The Real Ambassadors (CBS) – różni wykonawcy
- 1979 Basie Live in Person with Vocals by Lambert, Hndricks & Ross Plus Joe Williams (Natural Organic)
- 1989 Everybody’s Boppin (Columbia)

Lambert, Hendricks & Bavan
- 1963
  - At Newport ’63 (RCA Victor)
  - Recorded Live at Basin Street East (RCA Victor)
- 1964 Havin' a Ball at the Village Gate (RCA Victor)
- 1987 Swingin’ Till the Girls Come Home (Bluebird)

Jon Hendricks
- 1961 Evolution of the Blues Song (Columbia)
- 1962 Fast Livin’ Blues (Columbia)
- 1963 ¡Salud! João Gilberto (Reprise)
- 1965 Recorded in Person at the Trident (Smash Records)
- 1970 Jon Hendricks Live (Decca)
- 1972 Times of Love (Philips)
- 1975 Tell Me the Truth (Arista)
- 1982 Cloudburst (Enja)
- 1985 Love – Jon Hendrics & Company (Muse Records)
- 1990 Freddie Freeloader – Jon Hendricks and Friends (Denon Records)
- 1995 Boppin’ at the Blue Note (Telarc)

Z Countem Basie’em
- 1961 Count Basie Live Recording at Birdland with Jon Hendricks (Roulette Records)

## Filmografia
- 1958 The Steve Allen Show, odc. 4.11 – cykliczny program telewizyjny z udziałem tria Lambert, Hendricks & Ross[13]
- 1967 NET Playhouse, odc. Duke Ellington – A Concert of Sacred Music – Jon Hendricks – dokumentalny serial telewizyjny[14]
- 1977 Jazz Is Our Religion[11]
- 1983 Music in Monk Time – dokumentalny, poświęcony Theloniousowi Monkowi z udziałem Hendricksa jako współscenarzysty, wykonawcy i narratora, reż. John Goodhue, prod. Songfilms International[15]
- 1992 Biali nie potrafią skakać – jeden z The Venice Beach Boys[16]
- 1994 Foreign Student – ojciec April[17]
- 2008 Jon Hendricks – Tell Me the Truth – dokumentalny, reż. Audrey Lasbleiz, prod. Mosaïque Films, Paris
- 2009 Blues March – Der Soldat Jon Hendricks – dokumentalny o jego wojennych losach, reż. Malte Rauch, prod. Strandfilm Productions[18]

Zestawienie wg dat wydania płyt

## Wyróżnienia
- 1986 Nagroda Grammy w kategorii Best Jazz Vocal Performance, Duo or Group za wykonanie utworu Another Night in Tunisia na płycie Vocalese grupy The Manhattan Transfer – wspólnie z Bobbym McFerrinem[19]
- 1993 NEA Jazz Masters Award
- 2000 Doktor honoris causa Uniwersytetu Toledo (Ohio)
- Kawaler Legii Honorowej[3] (Francja)